# Biomassa
Biomassa é toda matéria orgânica de origem vegetal ou animal usada com a finalidade de produzir energia.
Na definição de biomassa para a geração de energia, excluem-se os tradicionais combustíveis fósseis, embora estes também sejam derivados da vida vegetal (carvão mineral) ou mineral (petróleo e gás natural), embora resultado de várias transformações que requerem milhões de anos para acontecerem. A biomassa pode ser considerada um recurso natural renovável, enquanto os combustíveis fósseis não se renovam a curto prazo.
A biomassa é utilizada na produção de energia a partir de processos como a combustão de material orgânico produzida e acumulada em um ecossistema, porém nem toda a produção primária passa a incrementar a biomassa vegetal do ecossistema. Parte dessa energia acumulada é empregada pelo ecossistema para sua própria manutenção. Suas vantagens são: o baixo custo; é renovável; permite o reaproveitamento de resíduos; e é menos poluente que outras formas de energias como aquela obtida a partir de combustíveis fósseis.
A queima de biomassa provoca a liberação de dióxido de carbono na atmosfera mas, como este composto havia sido previamente absorvido pelas plantas que deram origem ao combustível, o balanço de emissões de CO2 é nulo.

## Utilização da biomassa como combustível
Um dos primeiros empregos da biomassa pelo ser humano para adquirir energia teve início com a utilização do fogo como fonte de calor e luz. O domínio desse recurso natural trouxe, à humanidade, a possibilidade de exploração dos minerais, minérios e metais, marcando novo período antropológico. A madeira, do mesmo modo, foi, por um longo período de tempo, a principal fonte energética. Com ela, a cocção, a siderurgia e a cerâmica foram empreendidas. Óleos de fontes diversas eram utilizados em menor escala. O grande salto da biomassa deu-se com o advento da lenha na siderurgia, no período da Revolução Industrial.

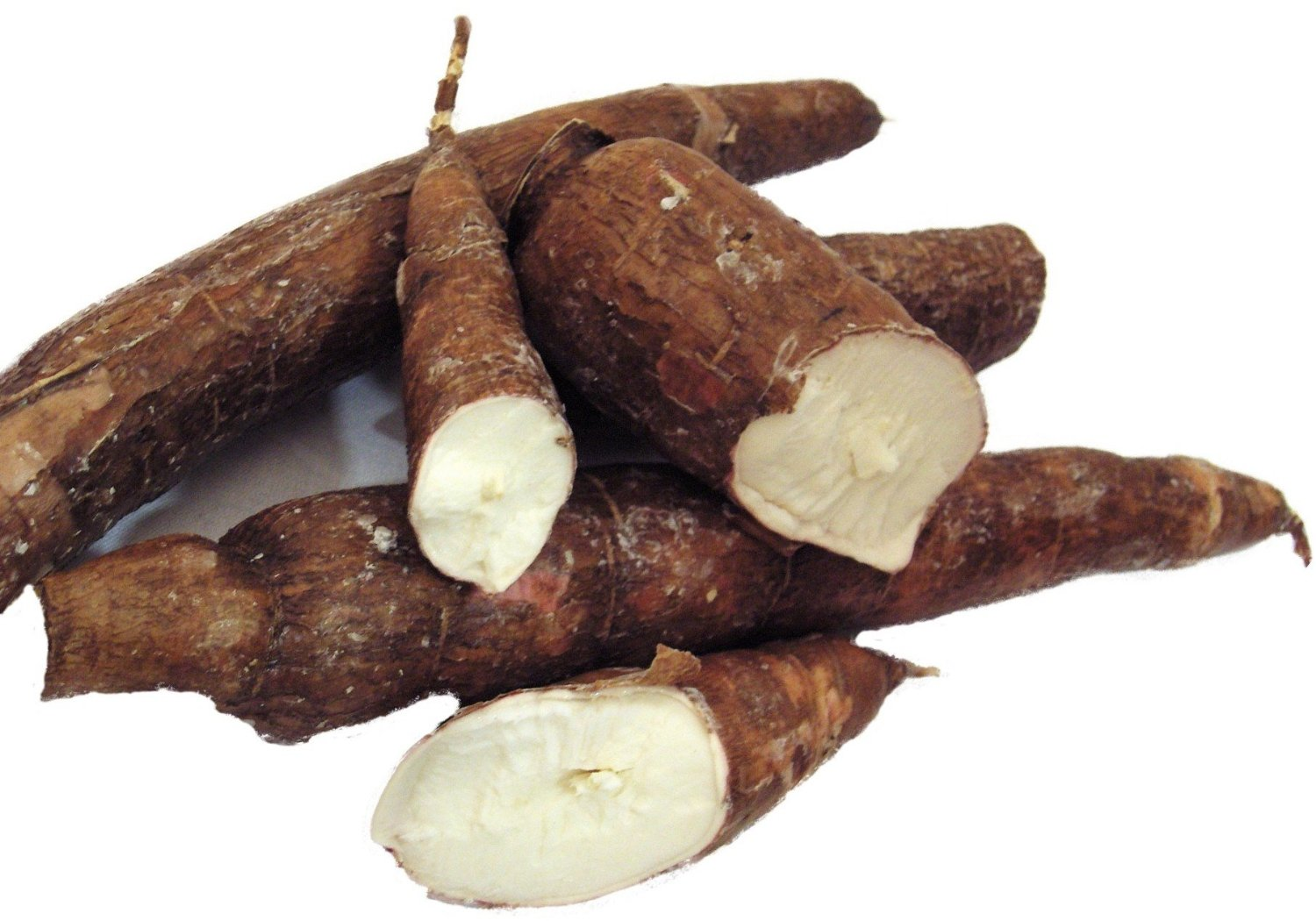
Amido de mandioca pode ser empregado na produção de bio-hidrogénio (ver: Hidrogênio verde).

Nos anos que compreenderam o século XIX, com a revelação da tecnologia a vapor, a biomassa passou a ter papel primordial também para obtenção de energia mecânica com aplicações em setores na indústria e nos transportes. A respeito do início da exploração dos combustíveis fósseis, como o carvão mineral e o petróleo, a lenha continuou desempenhando importante papel energético, principalmente nos países tropicais. No Brasil, foi aproveitada em larga escala, atingindo a marca de 40% da produção energética primária, porém, para o meio ambiente um valor como esse não é motivo para comemorações, afinal, o desmatamento das florestas brasileiras aumentou nos últimos anos.
Durante os colapsos de fornecimento de petróleo que ocorreram durante a década de 1970, essa importância se tornou evidente pela ampla utilização de artigos procedentes da biomassa como álcool, gás de madeira, biogás e óleos vegetais nos motores de combustão interna. Não obstante, os motores de combustão interna foram primeiramente testados com derivados de biomassa, sendo praticamente unânime a declaração de que os combustíveis fósseis só obtiveram primazia por fatores econômicos, como oferta e procura, nunca por questões técnicas de adequação.
Para obtenção das mais variadas fontes de energia, a biomassa pode ser utilizada de maneira vasta, direta ou indiretamente. O menor percentual de poluição atmosférica global e localizado, a estabilidade do ciclo do carbono e o maior emprego de mão de obra, podem ser mencionados como alguns dos benefícios de sua utilização.
Igualmente, em relação a outras formas de energias renováveis, a biomassa, como energia química, tem posição de destaque devido à alta densidade energética e pelas facilidades de armazenamento, câmbio e transporte. A semelhança entre os motores e sistemas de produção de energia de biomassa e de energia fóssil é outra vantagem, dessa forma a substituição não teria um efeito tão impactante nem na indústria de produção de equipamentos nem nas bases instituídas para transporte e fabricação de energia elétrica.

## Produção Mundial
| #  | País             | 2020   |
| -- | ---------------- | ------ |
| 1  | China            | 17 784 |
| 2  | Brasil           | 15 228 |
| 3  | Índia            | 10 518 |
| 4  | Estados Unidos   | 9 916  |
| 5  | Reino Unido      | 5 393  |
| 6  | Suécia           | 4 402  |
| 7  | Tailândia        | 3 835  |
| 8  | Alemanha         | 2 674  |
| 9  | Finlândia        | 2 481  |
| 10 | Canadá           | 2 360  |
| 11 | Dinamarca        | 1 990  |
| 12 | Indonésia        | 1 775  |
| 13 | Japão            | 1 470  |
| 14 | Rússia           | 1 370  |
| 15 | França           | 1 339  |
| 16 | Itália           | 1 174  |
| 17 | Áustria          | 1 085  |
| 18 | Guatemala        | 1 029  |
| 19 | Cuba             | 951    |
| 20 | Espanha          | 855    |
| 21 | Coréia do Sul    | 822    |
| 22 | México           | 811    |
| 23 | Malásia          | 798    |
| 24 | Polônia          | 797    |
| 25 | Austrália        | 678    |
| 26 | Portugal         | 646    |
| 27 | Países Baixos    | 624    |
| 28 | Bélgica          | 591    |
| 29 | Turquia          | 533    |
| 30 | República Tcheca | 472    |
| 31 | Paquistão        | 423    |
| 32 | Uruguai          | 423    |
| 33 | Chile            | 410    |
| 34 | Hungria          | 397    |
| 35 | Taiwan           | 393    |
| 36 | Vietnã           | 378    |
| 37 | Filipinas        | 339    |
| 38 | Colômbia         | 316    |

## Materiais

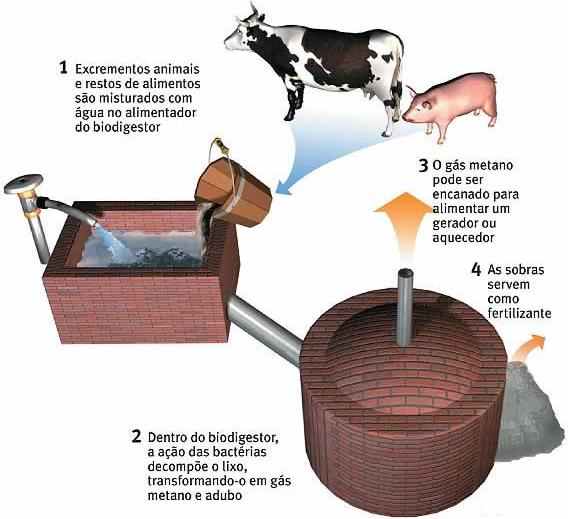
Esquema de um biodigestor.

- A lenha é muito utilizada para produção de energia por biomassa - no Brasil, já representou 40% da produção energética primária. A grande desvantagem é o desmatamento das florestas; Lembramos que existe a possibilidade de utilizarmos a floresta plantada evitando assim a utilização de florestas nativas.
- Cana-de-açúcar - no Brasil, diversas usinas de açúcar e destilarias estão produzindo metano a partir da vinhaça. O gás resultante está sendo utilizado como combustível para o funcionamento de motores estacionários das usinas e de seus caminhões. O equipamento onde se processa a queima ou a digestão da biomassa é chamado de biodigestor. Numa destilaria com produção diária de 100 000 litros de álcool e 1 500 metros cúbicos de vinhaça, possibilita a obtenção de 24 000 metros cúbicos de biogás, equivalente a 247,5 bilhões de calorias. O biogás obtido poderia ser utilizado diretamente nas caldeiras, liberando maior quantidade de bagaço para geração de energia elétrica através de termoelétricas, ou gerar 2 916 quilowatts de energia, suficiente para suprir o consumo doméstico de 25 000 famílias;
- Serragem (ou serrim, ou ainda serradura);
- Papel já utilizado;
- Galhos e folhas decorrentes da poda de árvores em cidades ou casas;
- Embalagens de papelão descartadas após a aquisição de diversos eletrodomésticos ou outros produtos;
- Casca de arroz;
- Capim-elefante;[4]
- Lodo de ETE: Especialmente os provenientes do processo de lodos ativados amplamente utilizados na industria têxtil.

## Floresta energética
Este termo representa plantações florestais de curta duração e talhões adensados – com grande número de árvores por hectare- com o objetivo de produção de biomassa – lenha, carvão vegetal etc. – para conversão energética seja térmica, elétrica ou outra. É importante ressaltar que as florestas energéticas são diferentes das nativas.

### Objetivo
As florestas energéticas são plantadas com o objetivo de evitar a pressão do desmatamento sobre as florestas naturais. Elas contribuem também para o fornecimento de biomassa florestal, lenha e carvão de origem vegetal. Além disso, o reflorestamento para uso energético diminui a pressão sobre as florestas nativas e desempenha importante papel na utilização de terras degradadas.

### Silvicultura
A palavra silvicultura provém do latim e quer dizer "floresta" (silva) e "cultivo de árvores" (cultura). Silvicultura é a arte e a ciência que estuda as maneiras naturais e artificiais de restaurar e melhorar o povoamento nas florestas, para atender às exigências do mercado. Este estudo pode ser aplicado na manutenção, no aproveitamento e no uso consciente das florestas.
A silvicultura é divida em clássica e moderna. A clássica abrange as florestas naturais, buscando forças produtivas provenientes dos sítios ecológicos, e as restrições são determinadas pela necessidade de não prejudicar a estabilidade natural do ecossistema. Já a moderna, opera com as florestas plantações, que são mais autônomas do sítio natural, e mantidas artificialmente. O objetivo de ambas é a produção de madeira e, durante seu manejo, é necessária a participação de técnicos de diversas áreas. Porém, a silvicultura moderna não tem apenas a finalidade de produzir madeira, mas também serviços e bens.

### Principais espécies de madeira utilizadas em florestas energéticas

#### Acácia
São originárias das savanas da Austrália, África, Índia e América do Sul. Crescem em regiões de clima mais ameno e em altas latitudes. O seu desenvolvimento dá-se em regiões de baixa precipitação média anual (500 a 800 milímetros). Toleram solos pobres e profundos. O gênero Acacia possui mais de 700 a 800 [[espécies e as principais espécies energéticas são: Acacia measrnsii, Acacia mangium, Acacia auriculiformis, Acacia branchystachya, Acacia cambagei, e a Acacia cyclops.
A acácia-negra (Acacia measrnsii) é a principal espécie cultivada na Região Sul do Brasil. A madeira é densa (0,7 a 0,85 g/cm3), com um poder calorífico variando de 3 500 a 4 000 quilocalorias por grama. Produz lenha e carvão de excelente qualidade. Produtividade entorno de 13 a 20 m3/ha.ano.

#### Eucaliptos
Originário da Austrália e introduzido no Brasil por volta do início do século XX. A partir da década de 1940, foi plantado em larga escala para produção de carvão vegetal, sendo usado na siderurgia. Devido a sua produtividade e adaptabilidade regional, se tornou uma das melhores alternativas para a produção de biomassa energética. A densidade da madeira varia de 0,479 a 0,687 g/cm3 com um poder calorífico variando de 4 312 a 5 085 kcal/kg. Produtividade entorno de 30 a 40 m3/ha ano. Produz carvão para indústria siderúrgica.
O gênero Eucalyptus possui mais de 700 espécies. Entre as principais espécies energéticas, estão: Eucalyptus grandis, Eucalyptus saligna, Eucalyptus citriodora, Eucalyptus urophylla e Híbridos entre essas espécies.

## Produtos derivados da biomassa
Alguns exemplos de produtos derivados da biomassa são:
- Bio-hidrogénio: hidrogênio obtido através do processamento da biomassa (ver: Produção biológica de hidrogénio).
- Bio-óleo: líquido negro obtido por meio do processo de pirólise cujas destinações principais são aquecimento e geração de energia elétrica.
- Biogás: metano obtido juntamente com dióxido de carbono por meio da decomposição de materiais como resíduos, alimentos, esgoto e esterco em digestores de biomassa.
- Biomass to liquids: líquido obtido em duas etapas. Primeiro, é realizado um processo de gasificação, cujo produto é submetido ao processo de Fischer-Tropsch. Pode ser empregado na composição de lubrificantes e combustíveis líquidos para utilização em motores do ciclo diesel.
- Etanol celulósico: etanol obtido alternativamente por dois processos. Em um deles, a biomassa, formada basicamente por moléculas de celulose, é submetida ao processo de hidrólise enzimática, utilizando várias enzimas, como a celulase, celobiase e β-glicosidase. O outro processo é composto pela execução sucessiva das três seguintes fases: gasificação, fermentação e destilação.
- Bioetanol "comum": feito no Brasil à base do sumo extraído da cana-de-açúcar (caldo de cana). Há países que empregam milho (caso dos Estados Unidos) e beterraba (da França) para a sua produção. O sistema à base de cana-de-açúcar empregado no Brasil é mais viável do que os utilizados nos Estados Unidos e na França.
- Biogasolina: substituta da gasolina, produzida de matéria-prima vegetal (açúcar, celulose etc.).
- Biodiesel: éster produzido com óleos vegetais como do dendê, da mamona, do sorgo e da soja etc.
- Óleo vegetal: Pode ser usado em Motores diesel usando a tecnologia Elsbett
- Lenha: Forma mais antiga de utilização da Biomassa.
- Carvão vegetal: Sólido negro obtido pela carbonização pirogenal da lenha ou carbonização hidrotermal (ver: Etanol de carvão).
- Turfa: Material orgânico, semidecomposto encontrado em regiões pantanosas.
- Gás pobre (gás de síntese): produzido por gasogênios que realizam a combustão controlada e parcial de biomassa.

## Empreendimentos no Brasil
No Brasil, existem algumas iniciativas neste setor, sobretudo na seção de transportes. A USGA, éter etílico, óleo de mamona e alguns compostos de álcool como a azulina, a motorina e Cruzeiro do Sul, foram produzidos em substituição à gasolina ou ao Diesel com sucesso, da década de 1920 até os primeiros dias da dezena seguinte; período do colapso decorrente da Primeira Guerra Mundial.
A mistura do álcool na gasolina, iniciada por lei em 1931, permitiu ao Brasil a melhoria do resultado dos motores de combustão de forma garantida e higiênica; o uso de aditivos veneníferos como o chumbo tetra etílico, que de maneira similar foram utilizados em outros países para o aumento das características antidetonantes da gasolina, foi evitado. É de grande importância tal aumento, pois facilita o uso de maior taxa de compressão nos motores a explosão.
O Programa Nacional do Álcool (Pró-Álcool) praticado nos anos 1970 consolidou a opção do álcool como alternativa à gasolina. Não obstante os problemas enfrentados como queda nos valores internacionais do petróleo e oscilações no preço do álcool, que afetaram por várias vezes a oferta interna do álcool, os efeitos da estratégia governamental sobrevivem em seus incrementos. A gasolina brasileira é uma mistura contendo 25% de álcool e a metodologia de fabricação do carro a álcool atingiu níveis de excelência. Os problemas enfrentados na década de 1990 de desabastecimento de álcool que geraram a queda na busca do carro a álcool deixaram de ser uma ameaça ao consumidor graças à recente oferta dos carros bicombustíveis.
Recentemente, o programa do biodiesel está sendo implantado para a inserção do óleo vegetal como complementar ao óleo diesel. Primeiramente a mistura será de até 2% do derivado da biomassa no diesel com um aumento gradativo até o percentual de 20% num período de dez anos.
O experimento brasileiro não está limitado apenas à esfera dos transportes: o setor de energia elétrica tem sido favorecido com a injeção de energia procedente das usinas de álcool e açúcar, geradas a partir da incineração do bagaço e da palha da cana-de-açúcar. Outros detritos como palha de arroz ou serragem de madeira também sustentam algumas termoelétricas pelo país.
A matriz energética do país é uma das mais limpas do mundo. Atualmente, alguns empreendimentos tencionam produzir o chamado hidrogênio verde. O hidrogênio, dependendo da forma como é produzido, é classificado como "marrom", "cinza", "azul", "verde". O H2, classificado como "verde", é aquele produzido de fontes renováveis e/ou não poluentes.

## Em Portugal
Existem, em Portugal, oito projetos de reforços de centrais de biomassa licenciados, em Famalicão, Fundão, Viseu e Porto de Mós.
Em 2017, o governo aprovou quatro novas centrais elétricas de biomassa florestal, a instalar nos concelhos de Vila Velha de Rodão, Mangualde, Figueira da Foz e Famalicão, representando um investimento de cerca de 185 milhões de euros.

## Impactos ambientais
A respeito das conveniências referidas, o uso da biomassa em larga escala também exige certos cuidados que devem ser lembrados, durante as décadas de 1980 e 1990 o desenvolvimento impetuoso da indústria do álcool no Brasil tornou isto evidente. Empreendimentos para a utilização de biomassa de forma ampla podem ter impactos ambientais inquietantes. O resultado pode ser destruição da fauna e da flora com extinção de certas espécies, contaminação do solo e mananciais de água por uso de adubos e outros meios de defesa manejados inadequadamente. Por isso, o respeito à biodiversidade e a preocupação ambiental devem reger todo e qualquer intento de utilização de biomassa, a biomassa pode ser utilizada tanto para energia quanto para outras utilidades.